# ادوارد مورفی
ادوارد آلویسیوس مورفی (به انگلیسی: Edward Aloysius Murphy, Jr) (ژانویه 11، 1918 – ژوئیه ۱۷، ۱۹۹۰) یک مهندس نیروی هوایی آمریکایی بود.
نام وی بیشتر بخاطر قوانین مورفی و محقق تئوری هرج و مرج مشهور است.
مورفی در منطقه کانال پاناما در سال ۱۹۱۸ به دنیا آمد و بزرگترین فرزند از میانِ پنج فرزندِ خانواده‌اش بود. پس از پایان دبیرستان در نیوجرسی به آکادمی نظامی وست پوینت پیوست و در سال ۱۹۴۰ فارغ‌التحصیل شد.

## قانون مورفی
قانون مورفی یک زبانزد رایج در فرهنگ غربی است که می‌گوید «اگر قرار باشد چیزی خراب شود، می‌شود». از او کلمات قصار فراوانی به جا مانده از جمله «همه چیز ذاتاً دچار خطا و دردسر می‌شد مگر اینکه برای درستی آن تلاشی شده باشد».
طبق این زبانزد همیشه همه چیزها در بدترین و نامناسبترین زمان به خطا می‌روند و کارها را لنگ می‌گذارند. معمولاً هنگامی که شخصی همواره بدشانسی می‌آورد او را شامل قانون مورفی می‌نامند.

## نوشتار قانون
دیدگاه‌های مختلفی دربارهٔ منشا دقیق قانون مورفی و جزئیات تشکیل اولیه آن وجود دارد که باعث نزاع‌های طولانی نیز شد. این تضادها در تحقیق اسپارک روی موضوع برجسته شد. کامل‌ترین بحثی که تمام نظرات را مورد بررسی قرار داد، کتاب «تاریخی از قانون مورفی» از اسپارک است که مقالهٔ چهار قسمتی‌اش را در مورد «تاریخچه تحقیق بدون احتمال» ((Annals of Improbable Research(AIR) مستند و کامل می‌کند. از سال ۱۹۴۷ تا ۱۹۴۹ پروژه‌ای به نام MX۹۸۱ در منطقهٔ مورک (که بعداً به پایگاه نیروی هوایی ادوارد نامگذاری شد.) برای آزمایش تحمل نیروی گرانش انسان هنگام کاهش سریع سرعت انجام شد. این آزمایش روی یک واگن که موشکی برای سرعت گرفتن و چندین ترمز هیدرولیک برای ایستادن روی آن سوار شده بود انجام می‌شد.
برخی از این قوانین به شرح زیر هستند:
- فلسفه مورفی

لبخند بزن ... فردا روز بدتریه ...
- قانون صف:

اگر شما از یک صف به صف دیگری رفتید، سرعت صف قبلی بیشتر از صف فعلی خواهد شد.
- قانون تلفن:

اگر شما شماره‌ای را اشتباه گرفتید، آن شماره هیچ‌گاه اشغال نخواهد بود.
- قانون بینی:

بعد از اینکه دستتان حسابی گریسی شد، بینی شما شروع به خارش خواهد کرد.
- قانون کارگاه:

اگر چیزی از دستتان افتاد، قطعاً به پرت‌ترین گوشه ممکن خواهد خزید.
- قانون دروغگویی:

اگر بهانه دروغی‌تان پیش رئیس برای دیر آمدن پنچر شدن ماشینتان باشد، روز بعد واقعاً به خاطر پنچر شدن ماشینتان، دیرتان خواهد شد.
- قانون روبرو شدن:

احتمال روبرو شدن با یک آشنا وقتی که با کسی هستید که مایل نیستید با او دیده شوید، افزایش می‌یابد.
- قانون اثبات:

وقتی می‌خواهید به کسی ثابت کنید که یک ماشین کار نمی‌کند، کار خواهد کرد.
- قانون بیومکانیک:

نسبت خارش هر نقطه از بدن با میزان دسترسی آن نقطه نسبت عکس دارد.
- قانون قهوه:

قبل از اولین جرعه از قهوه داغتان، رئیستان از شما کاری خواهد خواست که تا سرد شدن قهوه طول خواهد کشید.
- قانون ترافیک:

وقتی در ترافیک گیر کرده‌ای لاینی که تو در آن هستی دیرتر راه می‌افتد.
- قانون وسایل نقلیه:

وسایل نقلیه اعم از اتوبوس، قطار، هواپیما و ... همیشه دیرتر از موعد حرکت می‌کنند، مگر آنکه شما دیر برسید. در این صورت درست سر وقت رفته‌اند.
- قانون اتوبوس:

مدت زیادی منتظر اتوبوس می‌مانی و خبری نیست، پس سیگاری روشن می‌کنی. به محض روشن شدن سیگار، اتوبوس می‌رسد. (به عبارت ساده اگر سیگار را روشن کنی اتوبوس می‌رسد،. اگر برای زودتر رسیدن اتوبوس سیگار را روشن کنی اتوبوس دیرتر می‌آید.)
- قانون کار:

اگر به نظر می‌رسد همه چیزها خوب پیش می‌روند حتماً چیزی را از قلم انداخته‌ای.
- قانون نتیجه:

احتمال بد پیش رفتن کارها نسبت مستقیم با اهمیت آن‌ها دارد.
- قانون یادگیری:

شما چیزی را یاد نمی‌گیرید، مگر بعد از اینکه امتحان آن را دادید.
- قانون جستجو:

هر وقت دنبال چیزی می‌گردید، همیشه در آخرین مکانی که جستجو می کنید آن را می‌یابید.
*نقیض این قانون : میتوان آخرین مکان همان اولین مکان باشد.
- قانون خرید:

اهمیتی ندارد که چقدر دنبال جنسی بگردید، به محض اینکه آن را خریدید آن را در مغازه دیگری ارزان‌تر خواهید یافت.
- قانون چیزهای خوب:

هر چیز خوب در زندگی یا غیرقانونی است یا غیر اخلاقی یا چاق‌کننده.
- قانون ضایع شدن:

احتمال آنکه کاری را که انجام می‌دهید دیگران ببینند نسبت مستقیم دارد با میزان احمقانه بودن آن کار.
*نقیض این قانون :درباره انرژی منفی صدق می شود، اما برمیگردد به نوع و جنس کار، مانند اختراع ادیسون، که هزار بار شکست خورد و در کمال امیدواری ضایع شد ولی اصرار و پا فشاری بر انجام اینکار، این قانون نقض شد.
- قانون پمپ بنزین:

هنگام ورود به پمپ بنزین جایگاهی را که انتخاب می‌کنید کندتر و طولانی‌تر از جایگاه‌های دیگر خواهد بود.
- قانون لکه:

زمانی که می‌خواهید لکه روی شیشه پنجره را پاک کنید، لکه در سمت دیگر شیشه خواهد بود.
- قانون بقای کثیفی:

برای تمیز کردن هر چیزی، چیز دیگری باید کثیف شود.
*نقیض این قانون : لباس کثیف و نجس را دربرابر خورشید و باد و باران، تمیز میشود و چیزی کثیف نمی‌شود.
- - قانون دسترسی:

هر گاه چیزی را دور بیندازید، به محض آنکه دیگر به آن دسترسی نداشته باشید، به آن نیاز پیدا خواهید کرد.
- قانون صبحانه:

همیشه نان از طرفی که به آن کره مالیده‌اید روی زمین می‌افتد.
- قانون تعمیر:

زمانی که دستگاه معیوب خود را نزد تعمیرکار می‌برید، کاملاً درست و بی‌عیب کار خواهد کرد.
- قانون اجتناب:

اگر به هر دلیل در جایی قانون مورفی عمل نکنه، قراره اتفاق خیلی بدتر و بزرگتری بیفته.
- قانون خانم مورفی:

اگر چیزی خراب یا اشتباه بشه، حتماً تقصیر آقای مورفیه.
- قانون زندگی مورفی:

آیا زندگی شما نمونه خوبی از قوانین مورفی است؟
در ابتدا برای انجام آزمایش آدمک‌های را که در بررسی تصادفات استفاده می‌شوند به صندلی واگن می‌بستند، اما در آزمایش‌های بعدی توسط دکتر جان پاول استپ که در آن زمان سروان نیروی هوایی بود انجام شد. در حین این آزمایش‌ها در مورد میزان دقت ابزار استفاده شده برای اندازه‌گیری نیروی وارد شده به سروان استپ، سوالاتی مطرح شد. در این زمان مورفی استفاده از کشش‌سنج الکترونیکی را که به جایگاه سروان استپ بسته می‌شد، پیشنهاد کرد. مورفی به این نوع تحقیق علاقه‌مند بود و قبلاً تحقیق مشابهی برای اندازه‌گیری نیروهای دستگاه‌های سانتریفوژ پرسرعت انجام داده بود. دستیار مورفی اتصالات جایگاه را متصل کرد و آزمایش با یک شمپانزه انجام شد. اما حسگرهای بسته شده همه صفر را نشان می‌دادند و معلوم شد که دستیار مورفی، حسگرها را اشتباه وصل کرده بوده. در این زمان بود که مورفی این جمله را استفاده کرد و با اینکه پیشنهاد شد که آزمایش دوباره با اتصالات صحیح انجام شود، از گروه خارج شد. در مصاحبهٔ نیک اسپارک با جرج نیکُلس، مهندس دیگری که در آن گروه حضور داشت، نیکلس توضیح داد که مورفی دستیارش را مقصر این شکست شناخته و گقته‌است: «این مرد راهی برای اشتباه کردن داشته باشد، بی‌شک اشتباه می‌کند.». نظر نیکلس این است که این قانون در محاوره‌های افراد گروه به این صورت خلاصه شد که: «اگر بتواند بشود، می‌شود.» و برای تمسخر مورفی که از نظر نیکلس با خودخواهی گروه را ترک کرد، اینگونه نامگذاری شد. دیدگاه دیگری این قانون را به دکتر استپ نسبت می‌دهند. وی این قانون را در یک گفتگوی مطبوعاتی کمی پس از شکست آزمایش استفاده کرده‌است. دیگران، از جمله تنها فرزند بازماندهٔ مورفی، رابرت مورفی دیدگاه نیکلس را رد می‌کنند و ادعا دارند که استفادهٔ این عبارت از ادوارد مورفی آغاز شده‌است.